# Jon Kortazar
Jon Kortazar Uriarte (Mundaca, Vizcaya, 29 de octubre de 1955) escritor español en euskera y crítico literario. Aunque ha escrito ficción, su labor se centra principalmente en la investigación.

## Biografía
Nacido en Mundaca en 1955, desde 1992 es catedrático de Literatura en euskera en la Universidad del País Vasco. Probablemente sea el autor que más ha trabajado la crítica literaria en los últimos años en relación con la producción escrita en vasco, habiendo publicado abundancia de artículos y libros al respecto, sobre todo acerca de poesía.

### Ensayo
- Mikel Zarateren prosa (BBK-Real Academia de la Lengua Vasca,1982).
- Altxorrak eta Bidaiak. Haur kontabideen azterketak (DDB, 1985).
- Laberintoaren oroimena (Baroja, 1989).
- Euzkerea eta Yakintza aldizkarietako olerkigintza (Labayru, 1995).
- Euskal literaturaren historia txikia. Ahozkoa eta klasikoa (XVI-XIX) (Erein, 1997).
- Leiho-oihalen mugetan (Erein, 1997).
- Luma eta lurra: Euskal poesía 80ko hamarkadan (BBK-Labayru, 1997).
- Euskal literatura XX. mendean (Prames, 2000).
- Diglosia eta euskal literatura (Utriusque Vasconiae, 2002).

### Biografías
- Esteban Urkiaga, Lauaxeta (1905-1937) (Gobierno Vasco, 1995).
- José María Agirre, Xabier Lizardi (1896-1933) (Gobierno Vasco, 1995).

### Novela
- Bidean izan zen, Rosapen (Hordago, 1982).

### Crónica
- Pott Banda (Bilboko Udala, 2003).

### Literatura infantil y juvenil
- Isu, haginik ez zuen marraxua (Erein, 1984).